# Мерт
Мерт (фр. Meurthe) је река у Француској. Дуга је 161 km. Улива се у Мозел. 